# Laurel und Hardy: Die brennende Nachbarin
Die brennende Nachbarin ist eine US-amerikanische Kurzfilm-Komödie des Komiker-Duos Laurel und Hardy.

## Handlung
Da Die brennende Nachbarin die Vorlage für den späteren Film Die Klotzköpfe war, liegt die Handlung sehr nah an diesem. Dass Stan 20 Jahre umsonst Stellung hält, kommt jedoch in diesem Film nicht vor. Er beginnt damit, dass Ollie Stan zu sich nach Hause mitnimmt und ihm von den saftigen Steaks seiner Frau vorschwärmt. Diese wiederum hat es satt, ständig für Ollie und seine Freunde zu kochen, weswegen sie wütend die Wohnung verlässt. Zufällig kommt die Nachbarin, Mrs. Kennedy, dazu und will den beiden helfen, sich selbst etwas zu kochen. Dabei gerät ihr Kleid in Brand und wird zerstört. Sie zieht sich Sachen von Mrs. Hardy an und als diese zurückkommt, versteckt sie sich in einer Truhe, die Stan und Ollie heimlich aus der Wohnung „schmuggeln“ wollen. Allerdings kommt dann auch noch Mr. Kennedy, der Polizist ist, dazu und erzählt den Jungs, dass er manchmal hinter dem Rücken seiner Gattin andere Frauen trifft. Mrs. Kennedy hört dies von der Truhe aus und als Mr. Kennedy die Truhe zu sich in die Wohnung nimmt, bekommt er den Zorn seiner Frau zu spüren. Als Rache dafür holt er sich zuerst Ollie aus dessen Wohnung und schlägt ihm auf die Nase, will anschließend Stan dasselbe antun, wird jedoch von Mrs. Kennedy gestört, die ihrem Mann heftig zusetzt. Stan verlässt fröhlich pfeifend die Wohnung, will die Treppe hinuntergehen, stolpert und fällt ausführlich  die Treppe hinunter.

## Hintergrund
- Der Film wurde im neu eingerichteten Tonstudio von Hal Roach gedreht.
- Die Dreharbeiten fanden meistens nachts statt, da tagsüber im selben Studio Dreharbeiten zu Die kleinen Strolche stattfanden, die allerdings pünktlich um 17 Uhr beendet werden mussten.
- Als der Film herauskam, besaßen noch nicht alle Kinos Tonfilmprojektoren, weswegen in einigen der Ton von Schallplatten abgespielt wurde. Für einige andere frühe Tonfilme von Laurel & Hardy ließ Roach extra stumme Fassungen herstellen.

„Wir hatten beschlossen, dass wir keine Tonfilm-Komiker waren. Natürlich bevorzugten wir die Pantonomie wie in unseren Stummfilmen. Wir sagten daher so wenig wie möglich – nur das, was notwendig war, um die Dinge, die wir taten, zu motivieren. Wenn irgendeine Geschichte erzählt werden sollte, ließen wir sie im allgemeinen von jemand anderem erzählen... mit der Zeit wurden wir ein bisschen vertrauter damit und redeten mehr, als wir ursprünglich wollten“

## Deutsche Fassung
- 1972 wurde in der DDR vom DEFA Studio für Synchronisation eine deutsche Synchronfassung unter dem Titel Fremd wie wir sind angefertigt. Kurt Kachlicki sprach Stan und Erhard Köster lieh Ollie seine Stimme. Kurze Kommentare sprach Klaus Piontek.[2]
- Als man bei der Beta-Technik den Film 1980 für die ZDF-Serie „Zwei Herren dick und doof“ bearbeitete, behandelte man ihn wie einen Stummfilm. Hanns Dieter Hüsch sprach dabei den Erzähler so wie auch die anderen Personen im sogenannten “Voice-Over”-Verfahren. Der Film wurde also nicht lippensynchron eingedeutscht.[2]